# 加韦特德拉孔卡
加韦特德拉孔卡，是西班牙加泰罗尼亚莱里达省的一个市镇。 总面积91平方公里，总人口313人（2001年），人口密度3人/平方公里。